# Polycyrtus melanoleucus
Polycyrtus melanoleucus là một loài tò vò trong họ Ichneumonidae.